# Paul Barber
Paul Jason Barber  (ur. 21 maja 1955 w Peterborough) – brytyjski hokeista na trawie. Dwukrotny medalista olimpijski.
Występował w defensywie. Grał w reprezentacji Wielkiej Brytanii (67 razy) i Anglii (99 spotkań), z drugą był m.in. wicemistrzem świata w 1986 i medalistą mistrzostw Europy. Brał udział w dwóch igrzyskach (IO 84, IO 88), za każdym razem zdobywał medale: brąz w 1984 oraz złoto w 1988. Podczas drugiego turnieju był zastępcą kapitana drużyny.